# طواف مونستر 2017
طواف مونستر 2017 (بالألمانية: Münsterland Giro 2017) هو سباق دراجات هوائية، وهو الموسم رقم 12 من السباق، وأقيم في 3 أكتوبر 2017، وامتدّ لمسافة 198.7 كيلومتر، وهو أحد سباقات طواف أوروبا للدراجات 2017، وهو من نوع سباق يوم واحد، وقد شارك في السباق 176 متسابقاً ووصل إلى نهايته 135 متسابقاً.
فاز فيه بالمركز الأول سام بينيت، وبالمركز الثاني فل بوهوس، وبالمركز الثالث أندريه جريبيل.

## الفرق
| فرق عالمية (7)- سنويب - Bora-Hansgrohe - Katusha-Alpecin - Dimension Data - Lotto-Soudal - Quick-Step Floors - Lotto NL-Jumbo فرق قارية محترفة (7)- CCC Development Team ‏ - غازبروم روسفيلو ‏ - Wanty-Groupe Gobert - رومبوت تشارلز ‏ - سبورت فلاندرين بالويس 2017 ‏ - نوفو نورديسك 2017 ‏ - بنجوال باوليز ساوكس دبليو بي ‏ فرق قارية (8)- LKT Team Brandenburg ‏ - Rad-Net Oßwald ‏ - تيم دونر أكون ‏ - Team Lotto–Kern Haus ‏ - Sauerland NRW-SKS Germany ‏ - 0711 Cycling ‏ - Team Heizomat ‏ - بايك أيد 2017 ‏ |  |
| |  |

## الفائزون
| الترتيب | الفائز        |
| ------- | ------------- |
| الفائز  | سام بينيت     |
| الثاني  | فل بوهوس      |
| الثالث  | أندريه جريبيل |

## وصلات خارجية
- لمحة عن سباق طواف مونستر 2017 على موقع  ProCyclingStats   (برو  سايكلنج  ستاتس) - إحصاءات  محترفي  الدراجات.
- طواف مونستر 2017 على موقع إحصائيات الدراجات الإحترافية (الإنجليزية)